# アスカ王国青少年自立支援機構
アスカ王国青少年自立支援機構（アスカおうこくせいしょうねんじりつしえんきこう）は、東京都新宿区に本部を置く一般社団法人である。
アスカ王国とは「障がいのある人たちの完全自立と平等を目指した仮想王国」であり、年数回、数百名の参加による共同生活活動を実施している。略称は「アスカ王国」「アスカ王国ふれあいの旅委員会」、英語表記は"ASKA　KINGDOM　ASSOCIATION"である。

## 事業目的及び事業内容
障害のあるなしに係わらず、次代を担う青少年に対して共通の体験による交流活動をおこない、人々が健やかに生活できる地域社会づくりと福祉国家の発展に寄与することを目的とする。
- 青少年を育成するための体験学習を企画し実施する。
- 青少年が自立するために必要な交流事業を実施する。
- 青少年が生きる力を育み自立するための支援活動を行なう。
- インターネットを活用するカリキュラムを開発し普及する。
- 青少年の健全育成や福祉向上に資する調査及び研究。
- バリアフリー対応ホテル（旅館）、企業に対する各種認定事業。

その他上記に付帯する一切の事業。

## 沿革及び実績
- 1981年：国際障害者年の記念事業として活動を開始。日本ユニセフ協会専務理事,橋本正（橋本龍太郎元内閣総理大臣ご母堂）氏が初代会長に就任。
- 1982年：第1回夏の旅（九州鹿児島への船旅／総参加者数880名）開催。
- 1983年：第2回夏の旅（八丈島船の旅／総参加者数216名）開催。
- 1984年：第3回夏の旅（北海道JAL空の旅／総参加者数168名）開催。
- 1985年：第4回夏の旅（志賀高原蓮池の旅／総参加者数286名）開催。
- 1986年：第5回夏の旅（白石蔵王新幹線の旅／総参加者数228名）開催。
- 1987年：第6回夏の旅（那須高原の旅／総参加者数228名）開催。
- 1988年：第7回夏の旅（伊豆富士見ランドの旅／総参加者数279名）開催。
- 1989年：第8回夏の旅（伊豆と願成就院の旅／総参加者数197名）開催。冬の旅（日本青年館ホール／総参加者数127名）開催。
- 1990年：第9回夏の旅（道東・摩周湖船の旅／総参加者数263名）開催。冬の旅（府中青年の家／総参加者数123名）開催。
- 1991年：第10回夏の旅（北志賀竜王高原／総参加者数218名）開催。冬の旅（水元青年の家／総参加者数135名）開催。
- 1992年：第11回夏の旅（志賀高原蓮池の旅／総参加者数220名）開催。冬の旅（山梨県石和温泉の旅／総参加者数155名）開催。
- 1993年：第12回夏の旅（山梨県石和温泉の旅／総参加者数200名）開催。冬の旅（江戸川養護学校／総参加者数99名）開催。
- 1994年：第13回夏の旅（蓼科高原と白樺湖の旅／総参加者数143名）開催。冬の旅（八ヶ岳高原泉郷の旅／総参加者数103名）開催。
- 1995年：第14回夏の旅（山梨県八ヶ岳高原の旅／総参加者数184名）開催。冬の旅（伊豆高原の旅／総参加者数108名）開催。
- 1996年：第15回夏の旅（白馬高原キャンプ／総参加者数226名）開催。冬の旅（伊豆のコンドニアム／総参加者数128名）開催。
- 1997年：第16回夏の旅（長野県奥志賀高原／総参加者数210名）開催。　冬の旅（オリンピックセンター／総参加者数152名）開催。
- 1998年：第17回夏の旅（北海道・ニセコ船の旅／総参加者数221名）開催。冬の旅（国立高遠少年自然の家／総参加者数167名）開催。
- 1998年：橋本久美子（橋本龍太郎元内閣総理大臣夫人）氏が二代目会長に就任。
- 1999年：第18回夏の旅（福島県裏磐梯高原／総参加者数249名）開催。冬の旅（オリンピックセンター／総参加者数153名）開催。
- 2000年：第19回夏の旅（伊豆箱根仙石原の旅／総参加者数268名）開催。冬の旅（新潟県六日町温泉／総参加者数224名）開催。
- 2001年：第20回夏の旅（瀬戸大橋の旅／総参加者数376名）開催。冬の旅（新潟県六日町温泉／総参加者数248名）開催。
- 2002年：第21回夏の旅（奥利根ふれあいの旅／総参加者数382名）開催。冬の旅（雪国・湯槍曽温泉／総参加者数293名）開催。
- 2003年：第22回夏の旅（信濃の国白樺高原の旅／総参加者数349名）開催。冬の旅（雪国・六日町の旅／総参加者数247名）開催。
- 2004年：第23回夏の旅（信州志賀高原の旅／総参加者数350名）開催。冬の旅（千葉県月の砂漠の旅／総参加者数266名）開催。
- 2005年：第24回夏の旅（あだたら高原の旅／総参加者数316名）開催。冬の旅（越後のふれあいの旅／総参加者数260名）開催。
- 2006年：第25回夏の旅（信州白樺高原の旅／総参加者数292名）開催。冬の旅（伊豆のふれあいの旅／総参加者数267名）開催。
- 2007年：第26回夏の旅（木曽路恵那峡の旅／総参加者数297名）開催。冬の旅（河口湖ふれあいの旅／総参加者数227名）開催。
- 2008年：第27回夏の旅（福島県土湯温泉の旅／総参加者数205名）開催。冬の旅（‘天地人’六日町温泉の旅／総参加者数255名）開催。
- 2009年：第28回夏の旅（信州白樺高原の旅／総参加者数271名）開催。冬の旅（千葉県御宿海岸の旅／総参加者数191名）開催。
- 2010年：第29回夏の旅（信州志賀高原の旅／総参加者数293名）開催。冬の旅（尾瀬の旅／総参加者数189名）開催。
- 2010年：組織を法人化に改組。
- 2010年：30周年記念式典を(国立オリンピック記念青少年総合センター)にて開催。
- 2011年：第30回夏の旅（長野県大町の旅／総参加者数201名）開催。冬の旅（新潟県六日町温泉の旅／総参加者数169名）開催。
- 2012年：第31回夏の旅（志賀高原ふれあいの旅／総参加者数250名）開催。冬の旅（新潟県六日町温泉の旅／総参加者数140名）開催。
- 2013年：第32回夏の旅（志賀高原ふれあいの旅／総参加者数152名）開催。冬の旅（新潟県六日町温泉の旅／総参加者数102名）開催。
- 2014年：第33回夏の旅（志賀高原ふれあいの旅／総参加者数164名）開催。冬の旅（新潟県六日町温泉の旅／総参加者数170名）開催。
- 2015年：第34回夏の旅（志賀高原ふれあいの旅／総参加者数170名）開催。冬の旅（新潟県六日町温泉の旅／総参加者数150名）開催。
- 2016年：第35回夏の旅（よませ高原ふれあいの旅／総参加者数170名）開催。冬の旅（新潟県六日町温泉の旅／総参加者数120名）開催。
- 2017年：第36回夏の旅（志賀高原ふれあいの旅／総参加者数170名）開催。冬の旅（新潟県六日町温泉の旅／総参加者数100名）開催。
- 2018年：第37回夏の旅（志賀高原ふれあいの旅／総参加者数135名）開催。冬の旅（新潟県六日町温泉の旅／総参加者数120名）開催。
- 2019年：第38回夏の旅（新潟県折立温泉ふれあいの旅／総参加者数120名）開催。冬の旅（新潟県六日町温泉の旅／総参加者数110名）開催。

## 役員及び顧問
- 会長 橋本久美子（橋本龍太郎元内閣総理大臣夫人）
- 顧問 松下倶子（学校法人恵泉女学園学園長）
- 顧問 小崎祥道（天守君山願成就院住職、元三島高等学校副校長）
- 理事 尾藤泰之（代表理事）
- 理事 尾藤克之（ジャーナリスト、作家、明治大学サービス創新研究所研究員）
- 監事 有賀守人（税理士）

（順不同）
その他、ビジネスリーダー、有識者等から理事、評議員20名程度。

## 本部所在地
〒169-0073　東京都新宿区百人町2-22-16　Cien.Condominio104